# The Spearhead
The Spearhead är en bergstopp i Kanada.   Den ligger i provinsen British Columbia, i den sydvästra delen av landet, 3 500 km väster om huvudstaden Ottawa. Toppen på The Spearhead är 2 457 meter över havet, eller 306 meter över den omgivande terrängen. Bredden vid basen är 3,9 km.
Terrängen runt The Spearhead är huvudsakligen bergig, men den allra närmaste omgivningen är kuperad.Runt The Spearhead är det glesbefolkat, med 19 invånare per kvadratkilometer.. Närmaste större samhälle är Whistler, 8,0 km nordväst om The Spearhead. 
Trakten runt The Spearhead är permanent täckt av is och snö.